# Polygala baikiei
Polygala baikiei är en jungfrulinsväxtart. Polygala baikiei ingår i släktet jungfrulinssläktet, och familjen jungfrulinsväxter.

## Underarter
Arten delas in i följande underarter:
- P. b. baikiei
- P. b. pobeguinii